# Ormocarpum cochinchinense
Ormocarpum cochinchinense är en ärtväxtart som först beskrevs av João de Loureiro, och fick sitt nu gällande namn av Elmer Drew Merrill. Ormocarpum cochinchinense ingår i släktet Ormocarpum och familjen ärtväxter. Inga underarter finns listade i Catalogue of Life.